# 대한공수도연맹
대한공수도연맹(大韓空手道聯盟, Korea Karate-do Federation, KKF)은 대한민국의 공수도 종목 행정을 총괄했던 스포츠 행정 기구이다. 초기에 사용하던 단체 명칭은 '대한공수도협회'이며, 1991년에 '대한가라데도연합'으로 명칭을 변경했다. 1992년에 '대한가라데도협회'로 명칭을 변경하고, 1997년에 '대한공수도연맹'으로 명칭을 변경했다. 2003년 11월 13일에 대한체육회의 준회원 종목 단체로 승인되었고, 2007년 2월 26일에 대한체육회의 정회원 종목 단체로 승격되었다. 대한공수도연맹의 사조직화 문제와 횡령 문제 등으로 2013년 10월 30일에 대한체육회로부터 관리 단체로 지정되었고, 관리운영하던 대한체육회가 정상화시키지 못하자 2016년 9월 1일에 대한체육회가 이사회를 통해 제명을 의결하면서 회원 종목 단체 자격을 상실했다. 이후 대한체육회 가맹 이전의 민간 단체로 복귀하여 국제대회와 국내대회, 국제교류 및 지도자, 심판 강습 등 꾸준히 개최하고 있다. 

## 참고 문헌
- 〈대한공수도연맹〉. 《한국민족문화대백과사전》. 한국학중앙연구원.

## 같이 보기
- 대한가라테연맹